# Курское направление Московской железной дороги
Курское направление Московской железной дороги — железнодорожная линия от Москвы до Курска через Тулу и Орёл длиной 536 км. Проходит по городу Москве, Московской, Тульской, Орловской и Курской областям.

## История
Участок Москва — Серпухов был открыт в ноябре 1866 года, Серпухов — Тула — в сентябре 1867, Тула — Курск — в сентябре 1868 года.
В 1938 г. была закончена электрификация участка Москва-Курская — Царицыно, в 1939 — Царицыно — Подольск, в 1947 — Подольск — Львовская, в 1953 — Львовская — Серпухов, в 1957 — Серпухов — Скуратово, в 1959 — Скуратово — Курск.

## Пригородное сообщение

### Остановочные пункты
- 51 — общее количество

из них:
- 18 — МЦД-2 (центральная зона, Тройка)
- 2 — МЦД-2 (пригородная зона, Тройка)
- 9 — (дальняя зона, Тройка)
- 22 — (за пределами зон, где доступна оплата Тройкой)

### Самые дальние беспересадочные маршруты пригородных электропоездов изМосквы
- Москва — Тула

### Новые остановочные пункты
- Новохохловская
- Печатники
- Курьяново
- Остафьево
- 66 км
- 92 км

### Переименованные остановочные пункты
- 4 км — Калитники
- Люблино-Дачное — Люблино — Кубанская — Люблино
- 46 км — Кутузовская
- Колхозная — Молоди
- 118 км — Романовские дачи
- 163 км — Шеметово
- 170 км — Бараново
- 178 км — Байдики

### Соединительная ветвь МЦД-2
- 3 — Курский вокзал — Дмитровская

### Отменённые маршруты пригородных электропоездов посоединительной ветви
- Курское направление — Смоленское направление

### Закрытые остановочные пункты насоединительной ветви
- Москва-Станколит

## Особенность продолжительности направления по территории Москвы
На участке от Курского вокзала, откуда это направление стартует, до выезда за пределы Москвы это направление в отличие от других московских направлений является наиболее изогнутым, извилистым, в связи с чем его продолжительность по территории города Москвы до МКАД больше, чем у всех прочих направлений. От Курского вокзала до станции «Текстильщики» это направление идёт на юго-восток. От станции «Текстильщики» и до платформы «Бутово» это направление далее затем изгибается и идёт на этом участке не на юг, а на юго-запад, и лишь только от платформы «Бутово» далее в область идёт уже затем полностью на юг.

## В литературе
Населённые пункты и станции Курского направления Московской железной дороги (от Ржевской до Серпухова) являются местом действия романа «Происшествие в Никольском» (1972) советского и российского писателя Владимира Викторовича Орлова (1936—2014).